# Here's Your Hat
Here's Your Hat è un cortometraggio muto del 1913. Il nome del regista non viene riportato.

## Produzione
Il film fu prodotto dalla Essanay Film Manufacturing Company.

## Distribuzione
Distribuito dalla General Film Company, il film - un cortometraggio a una bobina - uscì nelle sale cinematografiche USA l'8 gennaio 1913. Uscì anche nel Regno Unito il 30 marzo 1913.